# (793) Arizona
(793) Arizona es un asteroide perteneciente al cinturón de asteroides descubierto por Percival Lowell en 1907.

## Descubrimiento y denominación
Arizona fue descubierto por Percival Lovell el 9 de abril de 1907 desde el observatorio Lowell de Flagstaff, Estados Unidos, e independientemente por Joel Hastings Metcalf el 17 de abril del mismo año desde el observatorio de Taunton, Estados Unidos. Recibió inicialmente la designación 1907 ZD y, más adelante, se nombró por el estado estadounidense de Arizona.

## Características orbitales
Arizona orbita a una distancia media del Sol de 2,795 ua, pudiendo alejarse hasta 3,144 ua. Su inclinación orbital es 15,79° y la excentricidad 0,125. Emplea en completar una órbita alrededor del Sol 1706 días.

## Características físicas
La magnitud absoluta de Arizona es 10,26. Tiene un diámetro de 28,95 km y un periodo de rotación de 7,399 horas. Su albedo se estima en 0,1659.